# 2,4,5-Triéthoxyamphétamine
Pour les articles homonymes, voir EEE.
La 2,4,5-triéthoxyamphétamine, aussi siglée EEE, est une drogue psychédélique assez peu connue. C'est l'analogue triéthoxy du TMA-2. L'EEE a été synthétisé pour la première fois par Alexander Shulgin. Dans son livre PiHKAL, le dosage et la durée des effets ne sont pas précisé. L'EEE produit peu ou pas d'effets. Il existe très peu de données sur les propriétés pharmacologiques, le métabolisme et la toxicité de l'EEE.